# Cantón de Brioude-Norte
El cantón de Brioude-Norte era una división administrativa francesa, que estaba situada en el departamento de Alto Loira y la región de Auvernia.

## Composición
El cantón estaba formado por ocho comunas más una fracción de la comuna que le da su nombre:
- Beaumont
- Brioude (fracción)
- Bournoncle-Saint-Pierre
- Cohade
- Lamothe
- Paulhac
- Saint-Beauzire
- Saint-Géron
- Saint-Laurent-Chabreuges

## Supresión del cantón de Brioude-Norte
En aplicación del Decreto nº 2014-162 de 17 de febrero de 2014, el cantón de Brioude-Norte fue suprimido el 22 de marzo de 2015 y sus 9 comunas pasaron a formar parte; siete del nuevo cantón de Brioude y una del nuevo cantón del País de Lafayette.